# Margeride
De Margeride is een bergachtige streek in Frankrijk en maakt deel uit van het Centraal Massief. De streek ligt deels in de departementen Cantal, Haute-Loire en Lozère.

## Situering

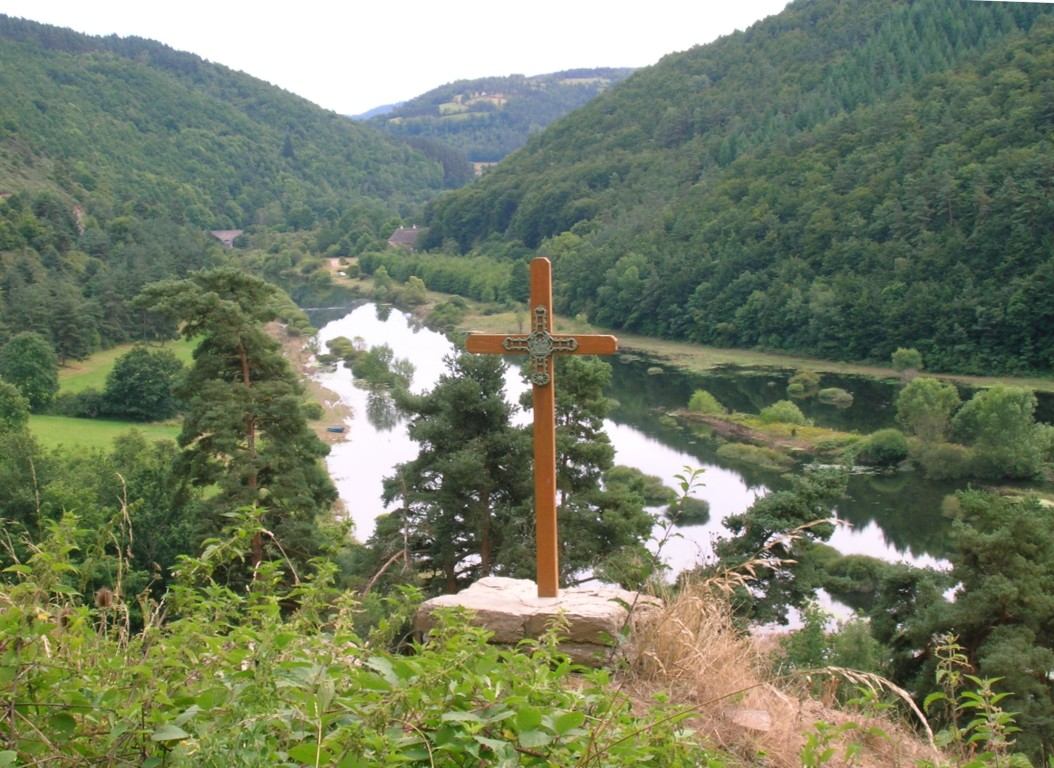
De Truyère gezien vanaf Chaliers

Ten westen van de Margeride liggen de Monts du Cantal en het plateau van de Aubrac. De westelijke grens van de Margeride is niet duidelijk bepaald. In het noorden, in het departement Cantal, wordt deze soms gelegd bij de loop van de Truyère, maar evengoed wordt de grens met de Aubrac wat westelijker gelegd, zodat ook een gemeente als Val d'Arcomie nog tot de Margeride wordt gerekend.
In de Haute-Loire loopt de oostelijke grens samen met de kloof van de Allier. Aan de overzijde ligt het massief van de Dèves (1421 m) dat deel uitmaakt van de Velay.
Ten zuiden van de Margeride ligt de Mont Lozère (deel van de Cevennen) en de Grands Causses. Hier, in het departement Lozère, wordt de zuidelijke grens van de Margeride gevormd door de Lot.

## Bewoning
Er liggen geen steden in de Margeride. Twee van de grootste dorpen in de Margeride zijn Saugues en Saint-Chély-d'Apcher. Het grootste stadje in de ruime omgeving is Saint-Flour. In het (zuid)oosten van de Margeride ligt Langogne en in het westelijke deel van de Margeride vormen Saint-Alban-sur-Limagnole en Le Malzieu-Ville wat grotere dorpjes.

## Topografie
Het hoogste punt van de Margeride wordt gevormd door de Truc de Fortunio (1552 m), het Signal de Randon (1551 m), Moure de la Gardille (1503 m) en de Mont Mouchet (1497 m). Deze laatste berg vormde tijdens de Tweede Wereldoorlog een bolwerk van het Franse Verzet. Er vonden zware gevechten plaats tussen het verzet (les maquis, partizanen) en het Duitse leger. Op de top van de Mont Mouchet staat een monument dat herinnert aan deze strijd.

## Toerisme
Een bekende legende in de streek is die van het Beest van Gévaudan.
Enkele toeristische bestemmingen zijn:
- Viaduc de Garabit en de kloof van de Truyère
- het verlaten Middeleeuwse dorp 'Montchauvet' op de oostflank van de Mont Chauvet, gemeente Saugues
- het Parc à loups du Gévaudan in de gemeente Saint-Léger-de-Peyre
- de Bisons de Sainte-Eulalie: een park met Europese bizons in Sainte-Eulalie-en-Margeride

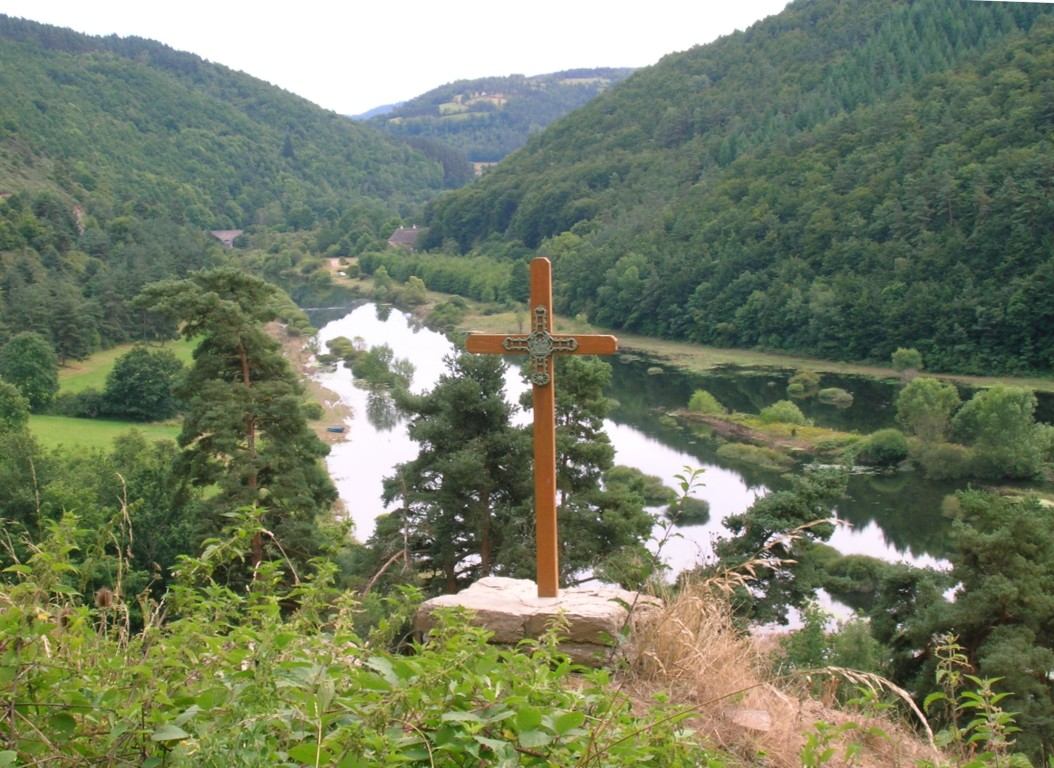
De Truyère gezien vanuit Chaliers
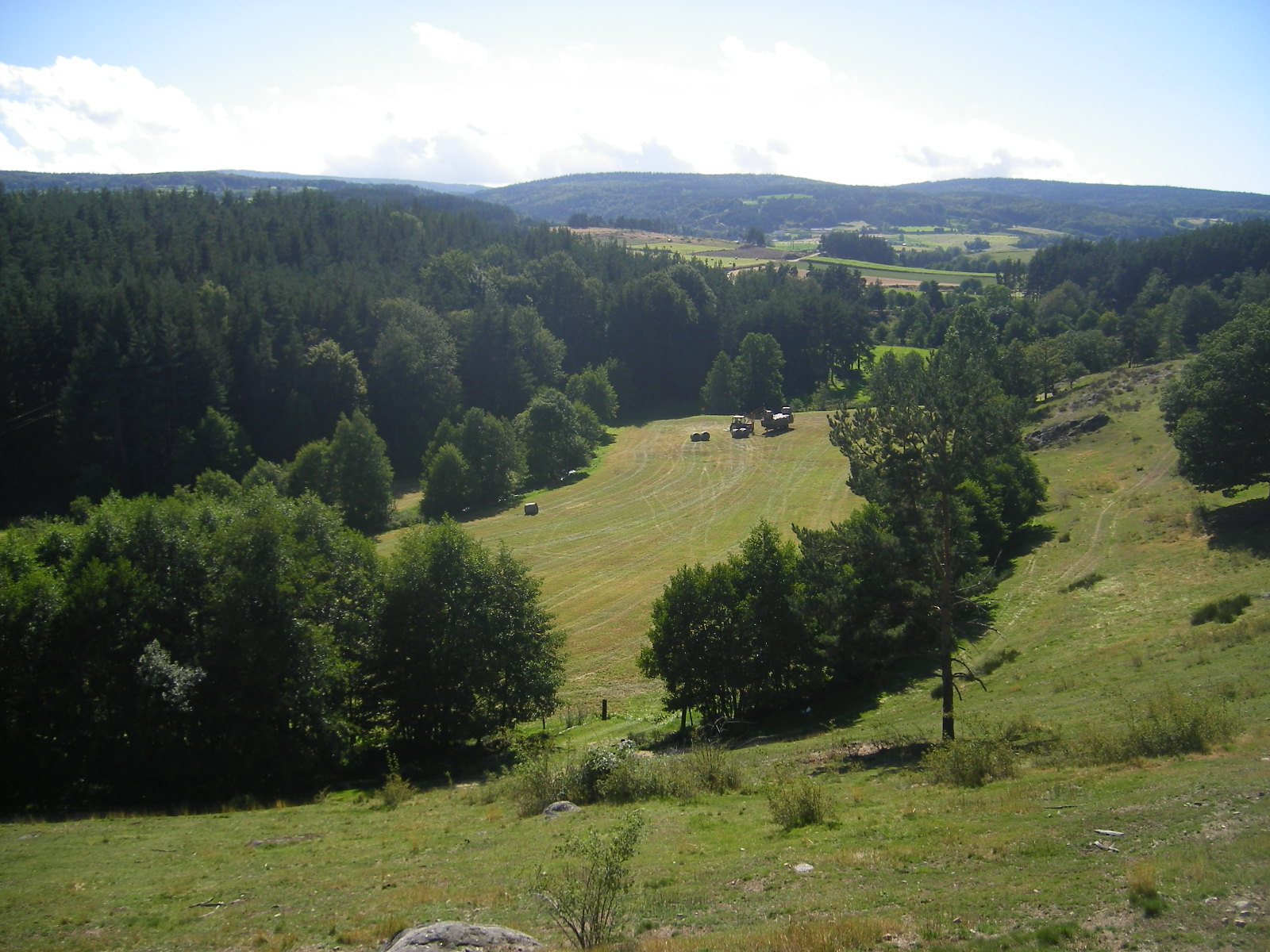
Omgeving van Saugues
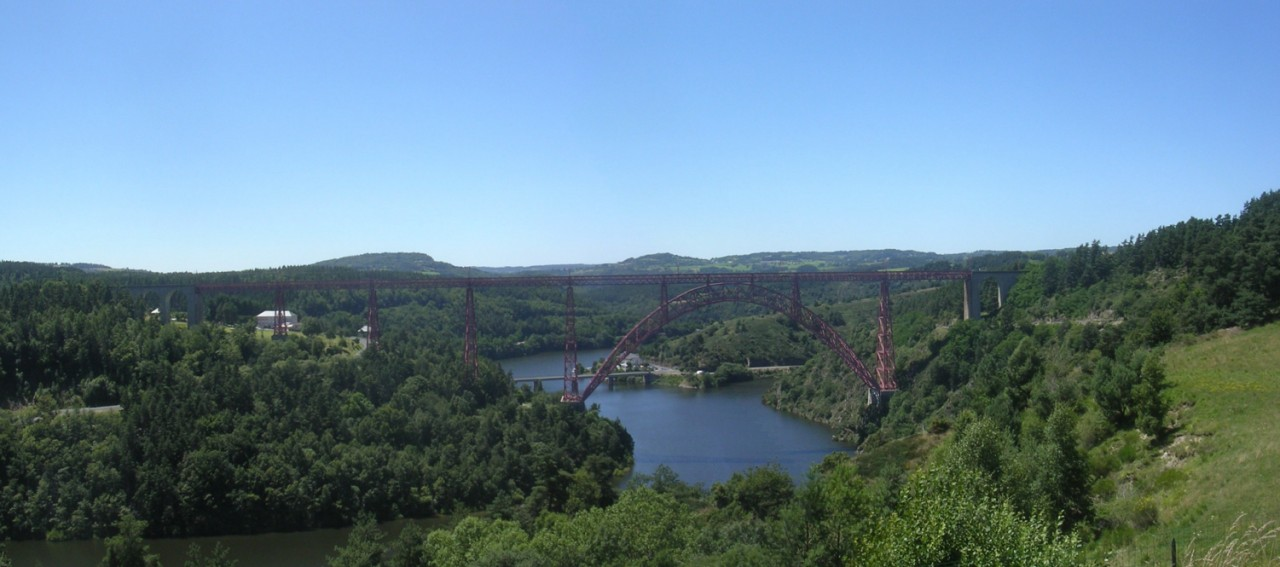
De Truyère en het Viaduc de Garabit
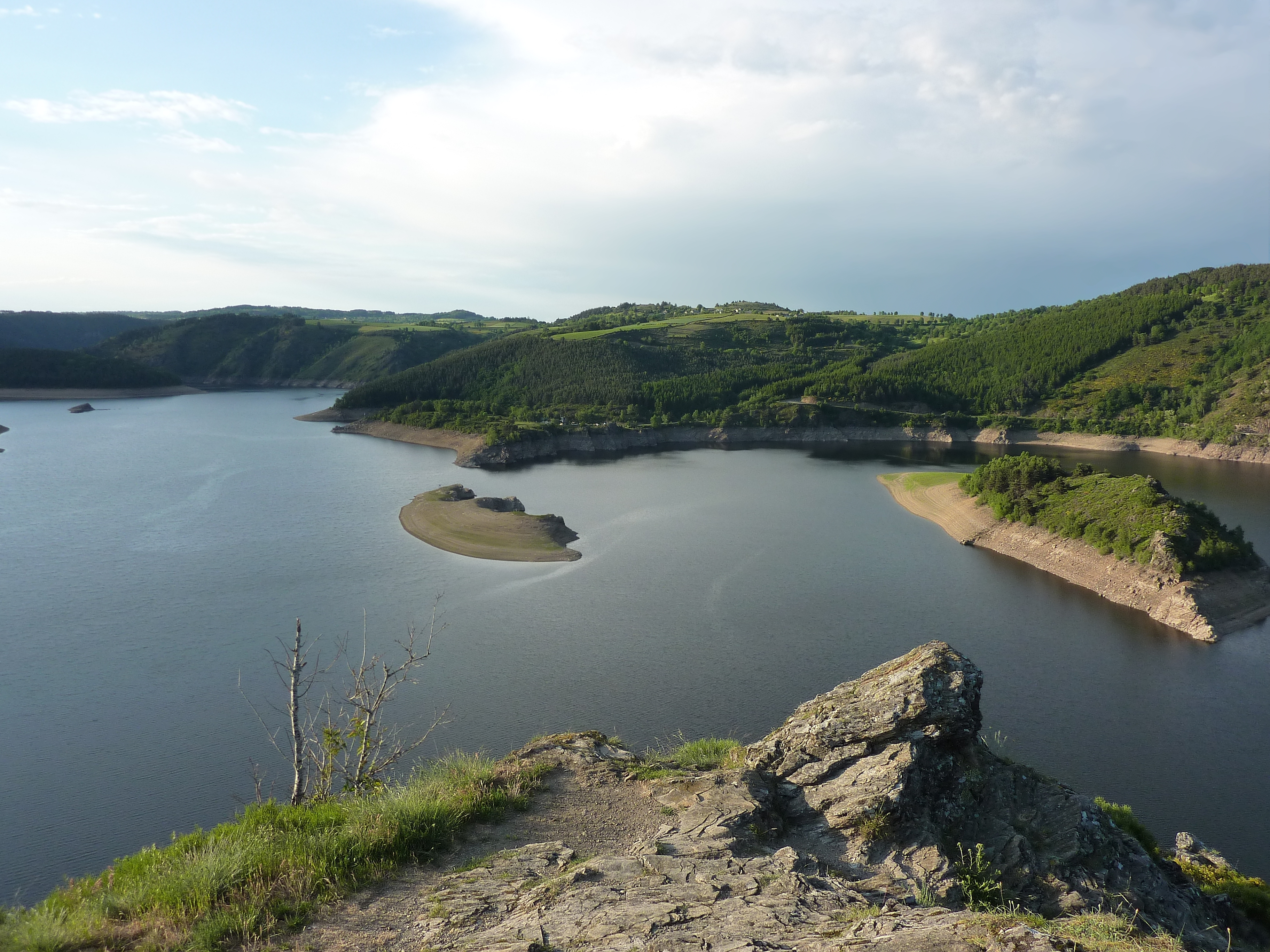
Lac de Grandval op de Truyère